# Робокоп (фільм, 2014)
«Робокоп» (англ. RoboCop, дослівно укр. Робот-поліцейський) — американський фантастичний бойовик режисера Жозе Падільї, що вийшов 2014 року. У головних ролях Юель Кіннаман, Ґері Олдмен, Семюел Л. Джексон. Стрічка є ремейком однойменного фільму 1987 року.
Сценаристом стрічки були Нік Шенк, Девід Селф, Джеймс Вандербільт і Джошуа Зет'юмер, продюсерами були Марк Абрахам, Ґері Барбер та інші. Прем'єра фільму у США запланована на 7 лютого 2014 року, а в Україні — 13 лютого 2014 року.

## Сюжет
В 2028 році США стали виробляти бойові дрони для підтримки порядку по всьому світу, крім самої Америки через політичні настрої і «акт Дрейфуса», що забороняє там бойових роботів. В новинах телеведучий Пет Новак розповідає жителям Америки про це. У прямому ефірі показують операцію із зачистки в Тегерані.
В Детройті поліцейський Алекс Мерфі розповідає шефу поліції Карен Дін про операцію з затримання небезпечного злочинця Антоана Веллона, в ході якої був поранений його напарник Джек Люїс. На засіданні у Вашингтоні глава корпорації Omnicorp Реймонд Селларс пропонує впровадити продукцію компанії — бойових роботів, на території США. Отримавши відмову, керівництво Omnicorp вирішує створити кіборга, напів-людину, напів-робота, що не підпадає під «акт Дрейфуса». Для цього Селларс наймає вченого, доктора Деннетта Нортона, котрий розробляє протези.
Двоє поліцейських з відділку Алекса Мерфі отримують від Антоана Веллона вказівку прибрати Мерфі. Поки Алекс відвідує свого пораненого напарника в лікарні, під його автомобіль закладають вибухівку. Просто на порозі свого будинку Алекса вражає вибух. Він отримує численні каліцтва і так потрапляє в кандидати програми Omnicorp, яка саме шукає інвалідів, яких можна перетворити на кіборгів.
Клара Мерфі, дружина Алекса, отримує пропозицію підписати документ, вирішивши за непритомного чоловіка взяти участь в програмі, яка може повернути йому повноцінне життя. Через три місяці Алекс приходить до тями як кіборг. Шокований Алекс виривається з лабораторії, проте Деннетт дистанційно відключає його. Повернувши Алекса в лабораторію, Нортон демонструє йому, що залишилося від його тіла — голова, легені і частина руки. Коли Мерфі відмовляється жити в такому вигляді і просить дати померти, Деннетт переконує його, що все це було зроблено за рішенням його дружини, яка хоче, щоб її чоловік жив.
Алекса навчає битися Рік Меттокс, військовий стратег Omnicorp. Однак Меттокс сумнівається в ефективності Алекса, оскільки на його думку людський компонент робить кіборга повільнішим в прийнятті рішень. Селларс просить Деннетта виправити це. Зі своїм маркетологом Томом Поупом він паралельно розглядає різні варіанти оснащення і дизайну кіборга, врешті затверджуючи той, що виглядає найбільш сучасним і ефектним.
Згодом Алекс отримує можливість відвідати свій будинок, дружину і сина. Потім він зустрічається в поліцейському відділку з колишнім напарником і каже йому, що займеться Веллоном та його бандою. Omnicorp і поліція Детройта готують прес-конференцію, на якій представлять свій новий продукт — так званого Робокопа. Готуючи Алекса до виконання його обов'язків, Нортон завантажує в мозок Робокопа базу даних поліції. Робокоп одразу вичисляє численних злочинців, сповнений гніву, він впадає в неконтрольований стан. Нортон, щоб не зривати прес-конференцію, позбавляє Алекса емоцій знизивши рівень дофаміну в мозку. Алекс в результаті ігнорує родину, а щойно вийшовши на публіку, знаходить в натовпі злочинця. Це приносить визнання Omnicorp і Реймонду Селларсу.
Робокоп приходить до відділку і повідомляє шефу про свої цілі та розшукує Джона Біггса і його помічника. Алекс приїжджає на місце, де ті переховуються, і вбиває всіх злочинців, включаючи Джона Біггса. Проте Селларс з Меттоксом вважають, що Нортон не може контролювати Робокопа належним чином.
В суперечці з сенатором Дрейфусом Селларс отримує підтримку й обіцяє випустити на вулиці сотні кіборгів своєї корпорації. Веллон, побоюючись тепер бути спійманим, зустрічається зі своїми помічниками з поліції і ті запевняють його, що Робокоп йому не загрожує. Клару не пускають до Мерфі, тому вона вирушає на пошуки чоловіка сама. Робокоп тим часом моделює ситуацію з вибухом, від якого ледве не загинув. Алекс вичисляє причетність Антоана Веллона, знаходить його базу та вбиває його зі спільниками. На місці він знаходить зброю, вкрадену з поліцейського відділку та відбитки пальців продажних поліцейських. Це вказує, що за зникненням зброї стоїть Карен Дін, отже її слід заарештувати. Робокоп змушує її зізнатися у всьому, але в цей момент Меттокс відключає Алекса. Тепер Робокоп стає загрозою, Селларс оголошує начебто Робокоп розкрив злочин, при цьому отримавши поранення.
Ця подія переконує сенаторів скасувати «акт Дрейфуса», що дає Omnicorp повну свободу дій. Селларс вирішує, що Алекс більше не потрібен і наказує Меттоксу знищити його. Нортон, дізнавшись про це, розуміє — Робокопа було створено для отримання корпорацією дозволу на випуск своєї продукції. Він пробирається в лабораторію і будить Робокопа, все йому розповівши. Обурений Алекс виривається з лабораторії та йде арештовувати Селларса.
Селларс дізнавшись, що за ним йде Робокоп, піднімається на вертолітний майданчик, дорогою зустрівши Клару та її сина. Робокоп вступає в бій з роботами ED-209 і втрачає руку. Його напарник Люїс відволікає роботів, чим дає Алексу піти. Клару з сином приводять на дах до Селларса, де той повідомляє ніби органічна частина Алекса мертва, а механічна дала збій і влаштувала перестрілку в будівлі. Коли Меттокс зустрічає Робокопа в коридорі, той намагається застрелити його, але не може, оскільки Меттокс має браслет з кодом, який забороняє роботам завдати йому шкоди. Тоді Меттокса вбиває Люїс. Робокоп піднімається на дах, та Селларс має такий самий код. Алекс пересилює свою машинну частину й вбиває Селларса пострілом.
Після розкриття злочинів корпорації, доктор Нортон дає Алексу нове роботизоване тіло, після чого його відвідують дружина з сином. В черговому випуску новин Пет Новак повідомляє, що в світлі останніх подій президент США підтримав «акт Дрейфуса».

## У ролях
| Актор              | Персонаж                                            | Роль                                                  |
| ------------------ | --------------------------------------------------- | ----------------------------------------------------- |
| Юель Кіннаман      | Алекс Мерфі / Робокоп (англ. Alex Murphy / RoboCop) | офіцер поліції, після вбивства перетворений у кіборга |
| Ґері Олдмен        | Деннет Нортон (англ. Dennett Norton)                | науковець, що створює Робокопа                        |
| Майкл Кітон        | Реймонд Селларс (англ. Raymond Sellars)             | CEO OmniCorp                                          |
| Еббі Корніш        | Клара Мерфі (англ. Clara Murphy)                    | дружина Алекса                                        |
| Семюел Л. Джексон  | Пет Новак (англ. Pat Novak)                         | медіамагнат                                           |
| Джекі Ерл Гейлі    | Меддокс (англ. Maddox)                              | військовий, що навчає Робокопа                        |
| Майкл К. Вільямс   | Джек Люїс (англ. Jack Lewis)                        | офіцер поліції, колишній напарник Алекса              |
| Дженніфер Елі      | Ліз Клайн (англ. Liz Kline)                         | керівник юридичних питань OmniCorp                    |
| Джей Барушель      | Том Поуп (англ. Tom Pope)                           | керівник відділу маркетингу OmniCorp                  |
| Еймі Гарсія        | Че Кім (англ. Jae Kim)                              | науковець, помічниця Деннета                          |
| Меріанн Жан-Батист | Керін Дін (англ. Karen Dean)                        | начальниця поліції Детройта                           |

## Сприйняття

### Критика
Станом на 9 лютого 2014 року рейтинг очікування фільму на сайті Rotten Tomatoes становив 97 % із 76,307 голосів, на сайті Кінострічка.com — 77 % (30 голосів), на Kino-teatr.ua — 93 % (14 голосів).
Фільм отримав змішано-позитивні відгуки: Rotten Tomatoes дав оцінку 48 % на основі 146 відгуків від критиків (середня оцінка 5,5/10) і 67 % від глядачів із середньою оцінкою 3,7/5 (82,374 голоси). Загалом на сайті фільм має змішаний рейтинг, фільму зарахований «гнилий помідор» від кінокритиків, проте «попкорн» від глядачів, Internet Movie Database — 6,7/10 (11 859 голосів), Metacritic — 52/100 (39 відгуків критиків) і 7,1/10 від глядачів (69 голосів). Загалом на цьому ресурсі від критиків фільм отримав змішані відгуки, а від глядачів — позитивні.
Ресурс «PlayUA» поставив фільму 70/100, сказавши, що «Робокоп — приклад вдалого перезапуску для задоволення потреб найширшої аудиторії. Кінострічка задовольнить фанатів оригіналу і зацікавить нових людей. Розважить підлітків і вдовольнить зрілу аудиторії. Вразить як поціновувачів видовищних атракцій, так і чуттєвих глядачів та ще й мислителів, які у всьому шукають поживу для нових висновків та ідей.».

### Касові збори
Під час показу в Україні, що розпочався 13 лютого 2014 року, протягом першого тижня фільм був показаний у 159 кінотеатрах і зібрав 674,036 $, що на той час дозволило йому зайняти 1 місце серед усіх прем'єр. Показ стрічки протривав 9 тижнів і завершився 13 квітня 2014 року. За цей час стрічка зібрала 1,100,934 $. Із цим показником стрічка зайняла 9 місце в українському кінопрокаті 2014 року.
При бюджеті $100 млн, стрічка загалом зібрала у всьому світі $242.7 млн..